# Championnats du monde de course sur route 2007
Navigation
Debrecen 2006 Rio de Janeiro 2008
Les 2e Championnats du monde de course sur route  ont eu lieu le 14 octobre 2007 à Udine, en Italie. Cette compétition, disputée depuis 2006, est remplacée à partir de 2008 par les Championnats du monde de semi-marathon, organisés par ailleurs de 1992 à 2005. Les deux épreuves se déroulent sur la distance du semi-marathon (21,0975 km).

## Faits marquants
L’Érythréen Zersenay Tadese conserve son titre acquis en 2006. Il s'impose en 58 min 59 s, devant les Kényans Patrick Makau et Evans Kiprop Cheruiyot. Par équipes, la victoire revient au Kenya.
Chez les femmes, la victoire revient à la Néerlandaise Lornah Kiplagat, avec à la clé les records du monde à la fois du 20 km (1 h 02 min 57 s), et du semi-marathon (1 h 06 min 25 s). Son temps de passage au 15 km, en 46 min 59 s, constitue également le record d'Europe sur la distance.

## Résultats

### Hommes
| Épreuves            | Or                                                                                   | Argent                                                              | Bronze                                                         |
| Course individuelle | Zersenay Tadese 58 min 59 s                                                          | Patrick Makau 59 min 02 s                                           | Evans Kiprop Cheruiyot 59 min 05 s                             |
| Par équipes         | Kenya Patrick Makau Evans Kiprop Cheruiyot Robert Kipkorir Kipchumba 2 h 58 min 54 s | Érythrée Zersenay Tadese Yonas Kifle Michael Tesfay 2 h 59 min 08 s | Éthiopie Deriba Merga Raji Assefa Tariku Jufar 3 h 01 min 15 s |

### Femmes
| Épreuves            | Or                                                                   | Argent                                                               | Bronze                                                        |
| Course individuelle | Lornah Kiplagat 1 h 06 min 25 s                                      | Mary Keitany 1 h 06 min 48 s                                         | Pamela Chepchumba 1 h 08 min 06 s                             |
| Par équipes         | Kenya Mary Keitany Pamela Chepchumba Everline Kimwei 3 h 23 min 33 s | Éthiopie Bezunesh Bekele Atsede Habtamu Atsede Baysa 3 h 25 min 51 s | Japon Chisato Osaki Akane Taira Yoshimi Ozaki 3 h 27 min 39 s |

## Tableau des médailles
| Rang | Nation   | Or | Argent | Bronze | Total |
| ---- | -------- | -- | ------ | ------ | ----- |
| 1    | Kenya    | 2  | 2      | 2      | 6     |
| 2    | Érythrée | 1  | 1      | 0      | 2     |
| 3    | Pays-Bas | 1  | 0      | 0      | 1     |
| 4    | Éthiopie | 0  | 1      | 1      | 2     |
| 5    | Japon    | 0  | 0      | 1      | 1     |